# Margaret Hughes

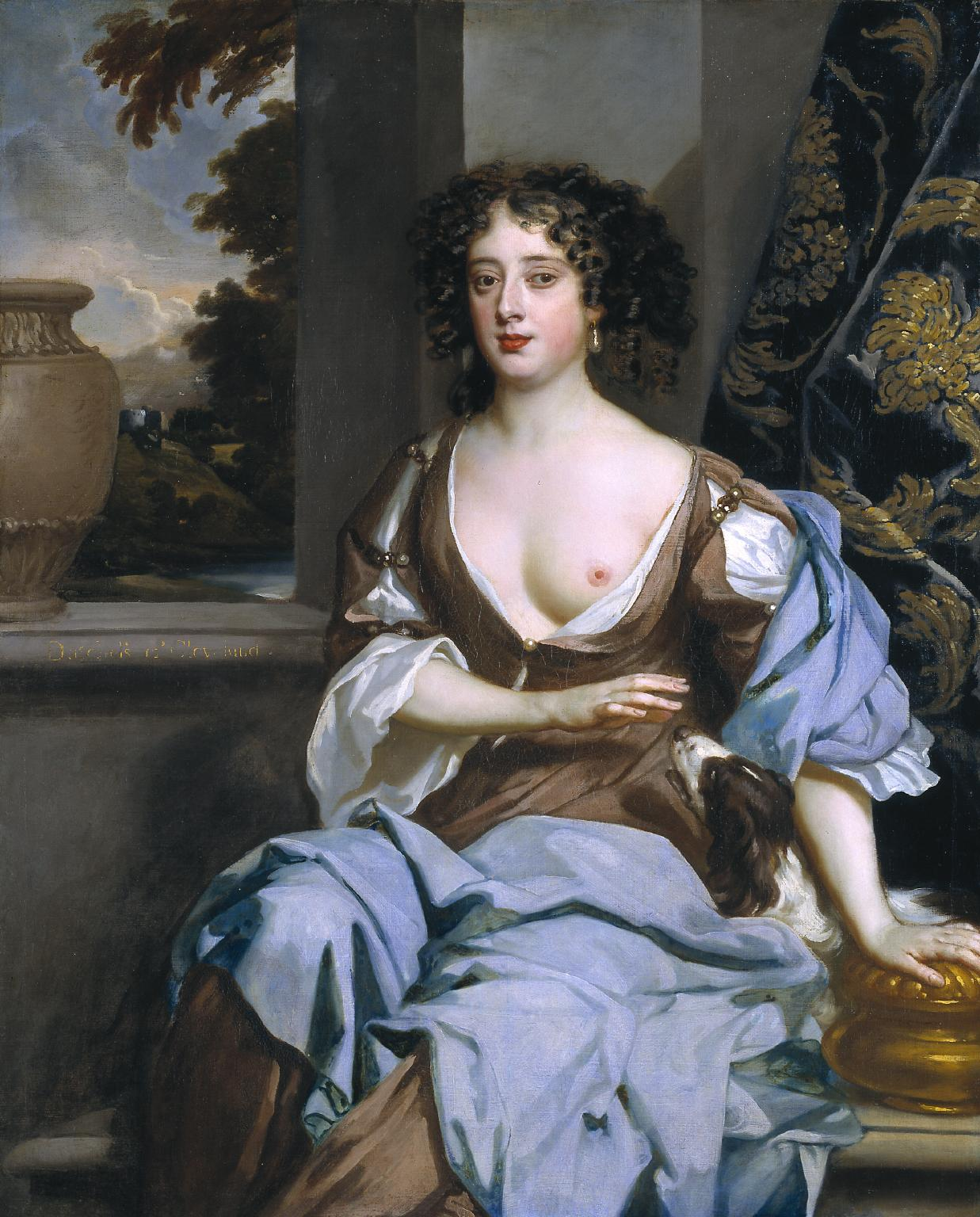
Margaret Hughes

Margaret (Peg) Hughes (Londen, 29 mei 1645 - Palace of Whitehall, oktober 1719) was een  gevierd Engels actrice en trok enige tijd de bijzondere aandacht van de Engelse koning Karel II. 
Ze wordt gezien als de eerste actrice omdat tot 1660 alle vrouwelijke rollen nog door mannen gespeeld werden. Haar eerste optreden was in de rol van Desdemona in het stuk van William Shakespeare : Othello, op 8 december 1660.
Ze kreeg daarna een relatie met de neef van de koning, prins Ruprecht, Hertog van Cumberland, die als zeeheld tegen De Ruyter vocht. Ze kreeg van hem een dochter met de toepasselijke naam Ruperta. Er werd van haar gezegd dat ze 'de prins zijn oude dag verzachtte'. Hoewel de prins door zijn oudere broer Karel I Lodewijk van de Palts werd aangemoedigd een vrouw van stand te trouwen, wilde hij Mrs. Hughes niet verlaten.
Van de prins kreeg ze een magnifieke parelketting, die ze na zijn dood verkocht aan Nell Gwyn. Margaret stond bekend om haar goklust, waardoor zij genoodzaakt was veel persoonlijke eigendommen te verkopen.

## Trivia
Het toneelstuk "Compleat Female Stage Beauty" van Jeffrey Hatcher heeft als thema het verstoten - door Margaret Hughes - van de ster "actrice" Edward Kynaston uit zijn/haar rol van Desdemona.
- Gemeinsame Normdatei: 139546278
- International Standard Name Identifier: 0000 0000 7820 1903
- SNAC: w6v82xr4
- Virtual International Authority File: 101274098
- WorldCat: E39PBJxcWVjB3QYvJbKt444cyd